# Dagobert III.
Dagobert III. (699?–715) byl v letech 711–715 franský král z rodu Merovejců.
Byl synem Childeberta III., po jehož smrti v roce 711 stanul v čele třech franských království, Neustrie a Austrasie, která byla sjednocená od Pippinova vítězství v bitvě u Tetry v roce 687 a Burgundského království v roce 711. Skutečná moc však stále zůstávala majordomu Pipinovi II. Prostřednímu, který zemřel až v roce 714. Pipinova smrt vyvolala otevřený konflikt mezi jeho dědici a neustrijskými šlechtici, kteří volili majordomy paláce. Pokud jde o samotného Dagoberta, kronika Liber Historiae Francorum uvádí, že zemřel na nemoc, ale nezmiňuje více o jeho povaze a činech.